# Xã Knox, Quận Clarion, Pennsylvania
Xã Knox (tiếng Anh: Knox Township) là một xã thuộc quận Clarion, tiểu bang Pennsylvania, Hoa Kỳ. Năm 2010, dân số của xã này là 1.036 người.